# Viterbo (stad)
Viterbo is een stad in Lazio, Italië, op ongeveer 100 kilometer ten noorden van
Rome. Het is de hoofdstad van de gelijknamige
provincie en heeft ongeveer 60.000 inwoners. Het ligt aan de antieke Via Cassia, de weg die Rome via Siena verbond met Florence, en 325 meter boven zeeniveau.

## Geschiedenis
De stad, die haar naam dankt aan het Latijnse vetus urbs (oude stad), is residentie geweest van talloze pausen in de tijd dat de stad onderdeel was van de Kerkelijke Staat. In 1271 stelden de bewoners van de stad een daad van historisch belang, door het kardinalencollege op te sluiten en op water en brood te zetten om hierdoor de keuze van een nieuwe paus - drie jaar na de dood van de vorige - te bespoedigen. Dit lukte: de nieuwe paus Gregorius X nam de in Viterbo 'uitgevonden' methode van opsluiting van kardinalen met het oog op een spoedige pauskeuze over. Het conclaaf, een verblijf achter slot en grendel, wordt nog steeds toegepast bij de keuze van een nieuwe paus.
Hoewel de stad in de Tweede Wereldoorlog doelwit was van enkele geallieerde bombardementen zijn de belangrijkste monumenten, waaronder de in de 13e eeuw gereedgekomen ommuring met wachttorens, grotendeels bewaard gebleven.
In de jaren 1434 - 41  werd over zes minerale bronnen een badhuis gebouwd, dat de favoriete bestemming werd van de pausen voor het ondergaan van een badkuur. Zij lieten het gebouw uitbreiden en verfraaien tot een luxe kuuroord: "il bagno di papa".

## Bezienswaardigheden
Viterbo's historisch centrum is een van de best bewaarde middeleeuwse steden van Midden-Italië. 
de stad is bekend vanwege het grote aantal 'profferli'. Dit zijn trappen aan de buitenkant van het huis, die vaak voorkwamen bij middeleeuwse gebouwen. Met name de wijk San Pellegrino telt er vele.
Het 'Palazzo dei Papi' of pauselijk paleis was in de 13e eeuw ongeveer twee decennia lang de residentie van de paus, of zijn toevluchtsoord bij onrust in Rome. De zuilen van het paleis waren afkomstig uit een Romeinse tempel. Op zes kilometer van het stadscentrum, op de weg Teverina, bevindt zich de archeologische site van Ferento, met overblijfselen uit de Etruskische tijd, de Romeinse tijd en de middeleeuwen. Er is een goed bewaard gebleven Romeins theater.

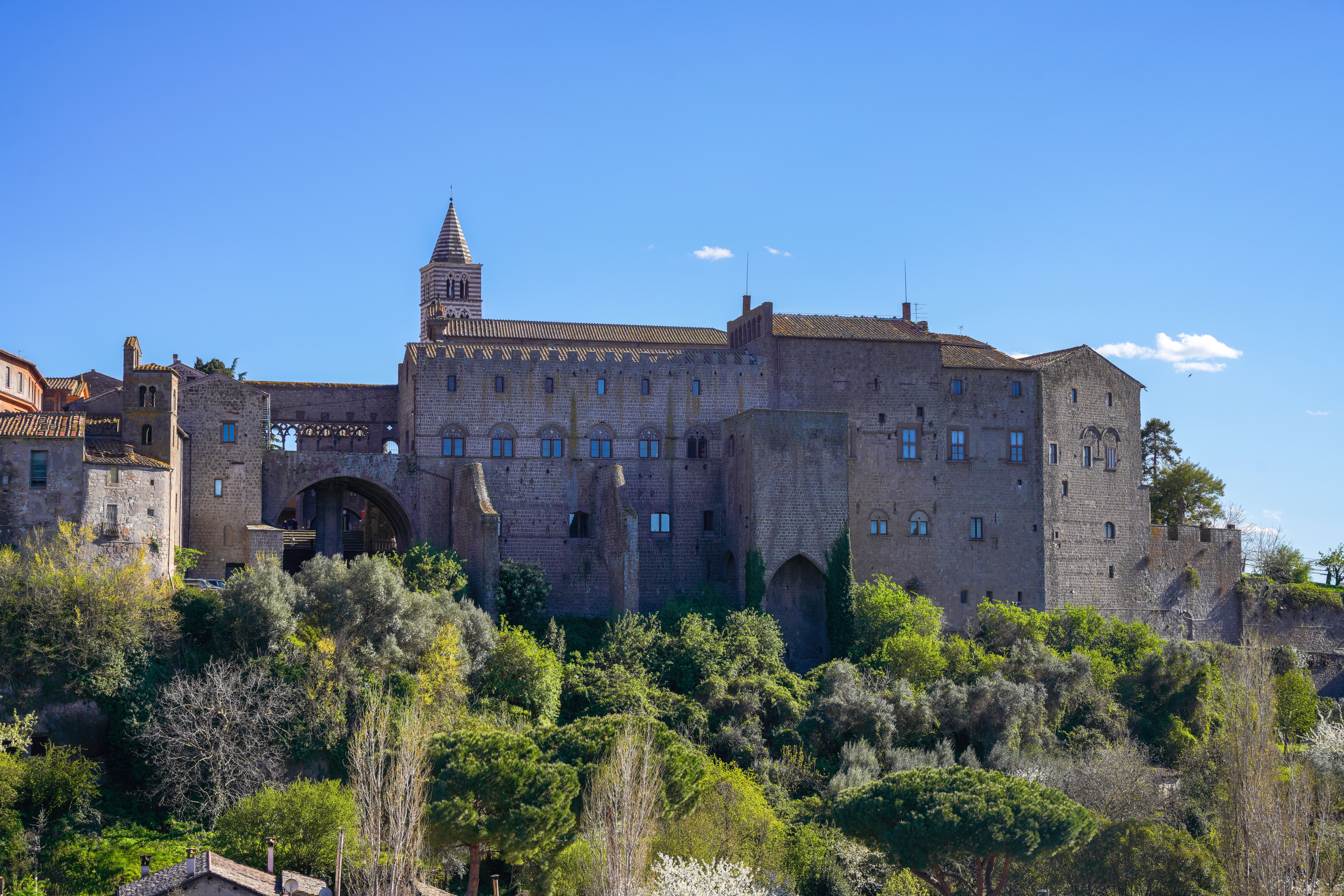
Paleis van de pausen, later het paleis van de bisschop
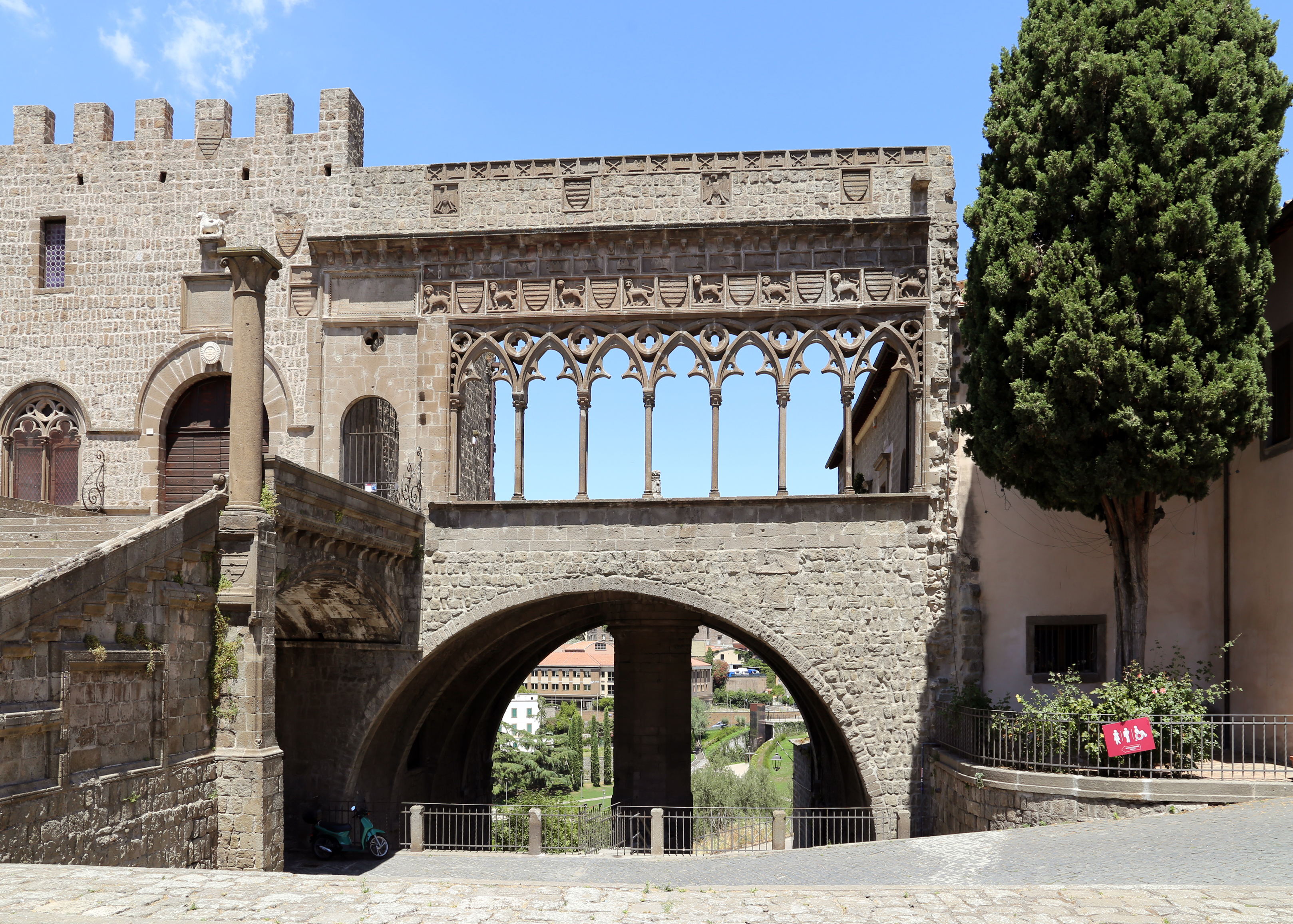
Pauselijk paleis aan de piazza San Lorenzo

## Geboren
- Matteo Giovannetti (ca. 1322-1368), schilder
- Crispijn van Viterbo (1668-1750), kapucijner monnik
- Luigi Macchi (1832-1907), geestelijke en kardinaal
- Lina Cavalieri (1874-1944), operazangeres en sopraan
- Roberto Vittori (1964), ruimtevaarder
- Angelo Peruzzi (1970), voetballer
- Elio Marchetti (1974),  autocoureur
- Stefano Perugini (1974), motorcoureur
- Leonardo Bonucci (1987), voetballer
- Cristiano Lombardi (1995), voetballer